# العلاقات الآيسلندية الدومينيكانية
العلاقات الآيسلندية الدومينيكانية هي العلاقات الثنائية التي تجمع بين آيسلندا وجمهورية الدومينيكان.

## مقارنة بين البلدين
هذه مقارنة عامة ومرجعية للدولتين:
| وجه المقارنة                                              | آيسلندا          | جمهورية الدومينيكان |
| --------------------------------------------------------- | ---------------- | ------------------- |
| المساحة (كم2)                                             | 103.00 ألف       | 48.67 ألف           |
| عدد السكان (نسمة)                                         | 317.35 ألف       | 10.40 مليون         |
| الكثافة السكانية (ن./كم²)                                 | 3.08             | 213.68              |
| العاصمة                                                   | ريكيافيك         | سانتو دومينغو       |
| اللغة الرسمية                                             | اللغة الآيسلندية | اللغة الإسبانية     |
| العملة                                                    | كرونة آيسلندية   | بيزو دومنيكاني      |
| الناتج المحلي الإجمالي (بليون دولار)                      | 23.91 مليار      | 75.93 مليار         |
| الناتج المحلي الإجمالي (تعادل القوة الشرائية) بليون دولار | 15.79 مليار      | 149.89 مليار        |
| الناتج المحلي الإجمالي الاسمي للفرد دولار أمريكي          | 50.17 ألف        | 6.47 ألف            |
| الناتج المحلي الإجمالي للفرد دولار أمريكي                 | 46.55 ألف        | 13.26 ألف           |
| مؤشر التنمية البشرية                                      | 0.899            | 0.715               |
| رمز المكالمات الدولي                                      | +354             | +1809، +1829، +1849 |
| رمز الإنترنت                                              | .is              | .do                 |
| المنطقة الزمنية                                           | 00، أوروبا/لندن ‏ | 00                  |

## منظمات دولية مشتركة
يشترك البلدان في عضوية مجموعة من المنظمات الدولية، منها:
| علم المنظمة | اسم المنظمة                        | تاريخ انضمام آيسلندا | تاريخ انضمام جمهورية الدومينيكان |
| ----------- | ---------------------------------- | -------------------- | -------------------------------- |
|             | وكالة ضمان الاستثمار متعدد الأطراف | 25 سبتمبر 1998       | 7 مارس 1997                      |
|             | منظمة الشرطة الجنائية الدولية      | ?                    | ?                                |
|             | منظمة حظر الأسلحة الكيميائية       | ?                    | ?                                |
|             | منظمة التجارة العالمية             | ?                    | ?                                |
|             | الأمم المتحدة                      | 19 نوفمبر 1946       | 24 أكتوبر 1945                   |
|             | مؤسسة التمويل الدولية              | 20 يوليو 1956        | 31 أكتوبر 1961                   |
|             | يونسكو                             | 8 يونيو 1964         | 4 نوفمبر 1946                    |
|             | مؤسسة التنمية الدولية              | 19 مايو 1961         | 16 نوفمبر 1962                   |
|             | البنك الدولي للإنشاء والتعمير      | 27 ديسمبر 1945       | 18 سبتمبر 1961                   |
|             | المنظمة الهيدروغرافية الدولية      | ?                    | ?                                |
|             | الاتحاد البريدي العالمي            | ?                    | ?                                |

## وصلات خارجية
- موقع وزارة الخارجية الآيسلندية